# Foglalkoztatottság Magyarországon
Magyarország foglalkoztatási aránya a harmadik évezred első évtizedében az egyik legalacsonyabb a Gazdasági Együttműködési és Fejlesztési Szervezet (OECD) tagországai között, és ez egyik fő oka a magyar gazdaság problémáinak, amelyeket a gazdasági növekedés lelassulása, az Európai Unió országaihoz illetve főképp az új EU-tagállamokhoz viszonyított fejlődési lemaradás fémjelez.
„Magyarország viszonylag alacsony életszínvonala az alacsony foglalkoztatási rátához is kötődik” - írták Reforms for Stability and Sustainable Growth („Reformok a stabilitásért és a fenntartható növekedésért”) című, 2008 áprilisában publikált Magyarországról szóló tanulmánykötetükben az OECD szakértői.
Az alacsony foglalkoztatottság azért jelent problémát, mert azt jelenti, hogy az állami feladatok, a szociális-, egészségügyi és oktatási rendszer finanszírozására használt adókat és járulékokat a népességnek jóval kisebb része állítja elő az egész társadalom számára, mint más országokban. Ez az igazságtalan eloszlás felfelé hajtja az adóterhelést, különösen akkor, ha az állam rosszul gazdálkodik. A helytelen gazdaságpolitika következményeit az adózók viselik, miközben a társadalom jelentős része nem adózik, ugyanakkor a gyermekek kivételével a politika befolyásolására alkalmas szavazati joggal rendelkezik, illetve az adók elkerülése révén tömegesen jut ellenszolgáltatás nélkül gazdasági előnyökhöz.

## Alacsony ráta
A 20-64 éves népességre vetített magyar foglalkoztatási arány az OECD adatai szerint 1992-től mintegy 65%-ról 1997-re 60 százalék alá zuhant, a következő évtől lassan növekedni kezdett, de még 2007-ben is alig haladta meg a 60%-ot.
Ez az arány az egész időhorizonton mélyen a 70 százalék körüli mutatókat teljesítő OECD-átlag alatt maradt, még inkább elmaradt az átlagnál magasabb cseh rátától és elmarad az átlag alatti szlovák mutatótól is, bár az utóbbi felé az elmúlt évtizedben közelített. A lengyel foglalkoztatottsági mutatók is magasabbak, pedig Lengyelország (és Szlovákia) munkanélküliségi rátája hagyományosan a magyarnál jóval magasabb.
2006-ban a magyar elmaradás az OECD-átlagtól 7-8 százalékpont volt. Különösen nagy a húszas éveik elején járó kezdő munkavállalók, illetve a 60 éven felüli korosztály elmaradása. A 30-55 év közötti nők foglalkoztatottsága eléri, sőt meg is haladja az OECD-átlagot, a fiatalabb és az idősebb korosztályok felé haladva azonban meredeken nő az elmaradás. A férfiak foglalkoztatottsága minden korosztályban kisebb az OECD-átlagnál és a magyar átlagot csak 25-45 év közt éri el, vagy haladja meg.

## Az alacsony foglalkoztatás okai
Az OECD tanulmánya szerint a magas magyar adóterhelés csökkenti a munkaerő iránti keresletet, adóelkerülésre és be nem jelentett foglalkoztatásra ösztönzi a gazdasági szereplőket. Az alacsony foglalkoztatottság oka az is, hogy szociális ellátások rendszere nem ösztönzi a bejelentett munkavállalást, hanem éppen ellenkezőleg. Ez a probléma részben az 1990-es évek elejéig vezethető vissza, amikor a gazdasági átmenet munkanélküliek tömegét produkálta volna, ehelyett azonban utak nyíltak a rokkantnyugdíjba és a korai nyugdíjba vonulás előtt és ezzel tömegével éltek az aktív korú magyarok - nem csak ekkor, hanem azóta is.
Az OECD a különösen akut problémák közé sorolta a rokkantnyugdíjasok magas arányát a 45 és 60 év közöttiek korosztályában. A különösen érintett 55 és 59 év közti korosztályban például a rokkantnyugdíjasok aránya 2006-ban csaknem elérte a korosztályba tartozók egynegyedét és meghaladja a nem foglalkoztatottak felét. Ez azt is jelenti, hogy egy széles társadalmi szegmensben a munkanélküli segély és a rendszeres szociális segélyek szerepe másodlagossá vált a rokkantnyugdíjakhoz képest. A nyugdíjkorhatár alatt a legalább 50%-os egészségkárosodás alapján rokkantnyugdíjat kapók száma 452 ezer, felette 350 ezer. Rajtuk kívül rendszeres szociális segélyben részesül 40%-ot meghaladó egészségkárosodás alapján 185 ezer fő.
Az alacsony foglalkoztatottságban fontos szerepet játszik a családi támogatások rendszere is. Magyarország az OECD kimutatásai szerint nemzetközi összehasonlításban feltűnően nagylelkű kedvezményeket biztosít a teljes munkaidőben végzett gyermeknevelés számára. Emiatt a nők foglalkoztatottsága jóval alacsonyabb, mint a többi közép-európai országban. A legalább egy három éven aluli gyermeket nevelő háztartásokban a nők több, mint 80%-a nem áll munkában, miközben nemzetközi összehasonlításban alacsony a bölcsődébe járó gyermekek aránya.
Miközben az OECD-országokban 2000 óta a minimálbér csak lassan emelkedett és követte az átlagos bérek fluktuációit, Magyarországon meredeken emelkedett és csökkent a távolsága az átlagbértől. A tb-járulékokat is tartalmazó minimum munkaerőköltség az átlagos munkaerőköltség 35-40%-a közt mozgott, ami OECD-viszonylatban magas ráta. A magas minimálbér vonzóvá teszi a bejelentett a munkavállalást az alapképzettséggel rendelkezők számára, a képzetlen, alacsony termelékenységre alkalmas munkaerő amúgy is létező elhelyezkedési problémáit azonban súlyosbítja.
Az OECD szerint minden bizonnyal túl kedvezményesek a betegállomány szabályai is, hiszen átlagban 85 ezren vannak betegállományban, miközben a munkanélküli segélyben részesülők száma alig magasabb, 115 ezer körüli.
A 21. század első évtizedének közepétől a magyar közgazdászok közt is konszenzus alakult ki arról, hogy a magyar gazdaság egyik legnagyobb problémája az alacsony foglalkoztatottság, a megoldás módjaiban azonban nincs egyetértés és a kormány sem dolgozott ki koherens politikát a probléma érdemi kezelésére. Simor András, az MNB elnöke például 2008 tavaszától többször is nyilvánosan kifejtette, hogy a foglalkoztatottság javításához elengedhetetlen a munkára rakódó terhek csökkentése, miközben az ország fejlettségéhez képest túlméretezett jóléti rendszert tart fenn. A gyermeknevelési támogatások 0,8%-os GDP-arányos mértéke például 2003-as összehasonlító adatok szerint magasabb volt, mint Norvégiában vagy Svédországban, ez azonban nem látszott a születő gyermekek számában. Más közgazdászokhoz hasonlóan Simor is szóvá tette a rokkantnyugdíjasok magas számát és az alacsony átlagos nyugdíjba vonulási kort (57 év).

## A magyar munkaerőpiac adatai
|                                        | 2000    | 2001    | 2002    | 2003    | 2004    | 2005    | 2006    | 2007    |
| Foglalkoztatottak száma (ezer fő)      | 3 856,2 | 3 868,3 | 3 870,6 | 3 921,9 | 3 900,4 | 3 901,5 | 3 930,1 | 3 926,2 |
| Munkanélküliek száma (ezer fő)         | 263,7   | 234,1   | 238,8   | 244,5   | 252,9   | 303,9   | 316,8   | 311,9   |
| Gazdaságilag aktívak száma (ezer fő)   | 4 119,9 | 4 102,4 | 4 109,4 | 4 166,4 | 4 153,3 | 4 205,4 | 4 246,9 | 4 238,1 |
| Gazdaságilag inaktívak száma (ezer fő) | 3 659,6 | 3 670,0 | 3 652,8 | 3 578,5 | 3 567,9 | 3 517,1 | 3 474,9 | 3481,3  |
| Foglalkoztatási arány (%)              | 49,6    | 49,8    | 49,9    | 50,6    | 50,5    | 50,5    | 50,9    | 50,9    |
| Munkanélküliségi ráta (%)              | 6,4     | 5,7     | 5,8     | 5,9     | 6,1     | 7,2     | 7,5     | 7,4     |
| Aktivitási arány (%)                   | 53,0    | 52,8    | 52,9    | 53,8    | 53,8    | 54,5    | 55,0    | 54,9    |

Forrás: KSH Stadat